# Joaquim Pagarete
Joaquim Pagarete, nascido Joaquim António da Costa Franco Pagarete, (Lagos, 1944 - Lisboa, 17 de novembro de 2024) foi um professor universitário, geodesta e destacado dirigente sindical português, figura central do movimento docente e do ativismo socialista internacional.

## Biografia
Natural de Lagos, Pagarete iniciou sua militância política durante os anos de 1960, integrando grupos estudantis de oposição ao Estado Novo enquanto cursava Ciências na Universidade de Lisboa. Participou ativamente dos Grupos de Estudo de Professores, movimento clandestino que elaborou as bases do futuro sindicalismo docente, incluindo propostas pioneiras para o Estatuto da Carreira Docente em 1971.

### Atuação sindical e política
Após o 25 de Abril de 1974, Pagarete entrou no Partido Socialista, chegando a ser membro de sua Comissão Nacional. Tornou-se figura decisiva na organização do movimento docente, participando da fundação do Sindicato dos Professores da Grande Lisboa (SPGL) como sócio fundador n.º 38. Eleito o primeiro presidente do SPGL (1976-1977), sua liderança foi marcada pela defesa intransigente da autonomia sindical, recusando-se a desconvocar greves docentes decididas democraticamente.
Como editor do periódico O Militante Socialista, desenvolveu análises sobre a relação entre educação e transformação social, influenciando gerações de ativistas. Sua produção intelectual abordava a "dialética entre a luta sindical imediata e a construção de projetos educativos emancipatórios".

### Ativismo internacional
Como dirigente do Quarta Internacional e coordenador do Acordo Internacional dos Trabalhadores e dos Povos, organizou campanhas globais como:
- Solidariedade com mineiros sul-africanos durante repressão policial em 2022[6]
- Mobilizações internacionais contra a guerra na Ucrânia (2023)[7]
- Coordenação europeia da campanha "Liberdade para Lula" (2019)[8]

Foi principal tradutor para português da revista A Verdade,  onde organizou uma rede de tradutores militantes entre Portugal, Brasil e Angola.

### Carreira acadêmica
Professor de geodesia na Faculdade de Ciências e Tecnologia da Universidade Nova de Lisboa (FCT NOVA) desde 1995, desenvolveu pesquisas sobre Controlo Geodésico de Movimentos Recentes da Crosta Terrestre, criando metodologias para monitorização de riscos sísmicos em Portugal continental.

### Falecimento e legado
Faleceu em 17 de novembro de 2024, gerando manifestações de pesar em todo o espectro político. A Assembleia da República aprovou por unanimidade um voto de pesar proposto pelo Bloco de Esquerda, enquanto a FENPROF destacou sua "capacidade ímpar de articular rigor científico e compromisso de classe". Deixou dois filhos e sua companheira por cinco décadas, a professora Carmelinda Pereira.